# اسگوا، اروگوئه
اسگوا، اروگوئه (به لاتین: Aceguá, Uruguay) در اروگوئه است که در cerro largo department واقع شده‌است.

## خصوصیات
اسگوا ۱٬۵۱۱ نفر جمعیت دارد.